# زین‌آباد سنگی
زین‌آباد سنگی، روستایی در دهستان قریه الخیر بخش جنت شهرستان داراب در استان فارس ایران است.

## جمعیت
بر پایه سرشماری عمومی نفوس و مسکن در سال ۱۳۹۵، جمعیت این روستا برابر با ۷۸۵ نفر (۲۳۳ خانوار) بوده است.